# 헤르미온느 그레인저
헤르미온느 진 그레인저(Hermione Jean Granger 허마이오니 진 그레인저[*], 1979년 9월 19일 ~ )는 J. K. 롤링의 《해리 포터》 시리즈의 등장인물이다.《해리 포터》 영화에서는 엠마 왓슨이 헤르미온느 역할을 맡았다. 한국판 성우는 이혜선
부모님은 치과의사.
호그와트 그리핀도르 소속으로, 해리 포터와 론 위즐리와의 최고의 유대 관계를 맺고 있다. 붕붕 뜬 숱많은 갈색머리와 갈색 눈 큰 앞니를 가지고 있다. 하지만 영화에서는 엠마 왓슨이 맡았다. 책만 나왔을 때는 헤르미온느가 그다지 인기있는 캐릭터는 아니었지만, 엠마 왓슨 표 헤르미온느 등장 이후로 헤르미온느는 초절정 인기 캐릭터가 되었다. 왓슨의 영향으로 헤르미온느는 더 적극적이고 활발한 먼치킨 캐릭터가 되었다. 좋은 성적을 얻기 위해 열심히 노력하지만, 아는 것을 뽐내고 지식을 나누는 걸 너무 좋아해서 친구가 별로 없다. 하지만 또래 학생들 중에서 가장 뛰어난 마법 능력을 보이는 학생 중 한 명이다. 해리포터와 론 위즐리과 어울리면서도 규칙을 어기려는 것은 대체로 내키지 않아 하며, 규칙을 어기려 할 때는 대개 이들을 막으려 한다.
또한 헤르미온느 진 그레인저의 패트로누스는 J.K. 롤링이 좋아했던 수달 패트로누스이고, 유일하게 잘 하지 못 하는 마법도 패트로누스 마법이다.

## 연애
연애 관계에 대해서는 책에서도 상당히 공격적인 태도를 보였다. 「해리포터와 불의 잔」에서 무도회때 론과 해리에게 울며 독설을 퍼붓고, 「해리포터와 혼혈왕자」에서 론이 라벤더 브라운과 연애를 하자 대놓고 질투를 하고 론을 비꼬고 주문으로 불러낸 새들로 론을 공격하기도 했다. 해리와 지니 위즐리의 얌전한 연애와는 사뭇 다른 모습을 보인다. 불의 잔에서 빅터 크룸과 썸을 탈때 론이 질투 하는걸 알아채지 못하고 론과 크게싸운다. 사랑에 관해서는 '나는 되고 너는 안돼'라는 생각을 가지고 있는 것 같다. 호그와트 전투때 론과 첫 키스를 하고 사귀게 된다. 후에 마법부 장관으로 임명되고, 해리 포터와 결혼할 가능성이 높았으나, 론 위즐리와 결혼하여 딸과 아들을 낳아, 딸은 로즈 그레인저 위즐리(Rose Granger weasley), 아들은 휴고 그레인저 위즐리(Hugo Granger weasley)로 이름 붙였다. 하지만 론과 헤르미온느 그레인저가 서로 사귀게 되는 것에 팬들이 의문을 제기하자, 포터모어라는 모 사이트에 '헤르미온느 진 그레인저가 작품 초기부터 론 위즐리를 좋아한 29가지 이유'라는 내용이 올라오기도 했다.

## 이름
‘허마이오니’ 라는 이름은 《오디세이아》에 등장하는 메넬라오스와 헬레네의 딸 헤르미오네에서 유래하였다. 프랑스어 발음은 '에르미온'(err-mi-on-ne)이지만, 영어 발음은 '허마이오니'(her-MY-oh-nee)이다. Hermione의 한글 표기는 '허마이오니'이다. 하지만 대한민국에서는 초기 번역본 이름에 따라 '헤르미온느'라는 이름이 더 잘 알려져있다.